# Meseret Defarová
Meseret Defarová, amh. Meseret Defar (* 19. listopadu 1983, Addis Abeba) je etiopská sportovkyně, atletka, běžkyně na dlouhých tratích, zlatá medailistka z olympijských her 2004 v Athénách a bronzová z Pekingu 2008.
Meseret Defarová je bývalá držitelka světového rekordu v běhu na 5000 metrů. Kromě toho je také držitelkou světových rekordů na tratích 3000 metrů a 5000 metrů v hale. 26. února 2009 zaběhla na pražském halovém "Mítinku světových rekordmanů" nový světový rekord také v běhu na dvě míle (zhruba 3218 metrů) časem 9:06,26 min. V roce 2007 vítězka ankety Atlet světa.

## Úspěchy
| Závod    | Disciplína | Medaile  | Čas (min.) |
| -------- | ---------- | -------- | ---------- |
| LOH 2004 | 5000 m     | zlatá    | 14:45,65   |
| LOH 2008 | 5000 m     | bronzová | 15:44,12   |
| MS 2007  | 5000 m     | zlatá    | 14:51,72   |
| MS 2005  | 5000 m     | stříbrná | 14:39,54   |
| MS 2009  | 5000 m     | bronzová | 14:58,41   |
| HMS 2004 | 3000 m     | zlatá    | 9:11,02    |
| HMS 2006 | 3000 m     | zlatá    | 8:38,80    |
| HMS 2008 | 3000 m     | zlatá    | 8:38,79    |
| HMS 2003 | 3000 m     | bronzová | 8:42,58    |